# Prochilodus magdalenae
Prochilodus magdalenae és una espècie de peix de la família dels proquilodòntids i de l'ordre dels caraciformes.

## Morfologia
- Els adults poden assolir 30 cm de longitud total.[2]

## Distribució geogràfica
És un peix d'aigua dolça i de clima tropical. Es troba a les conques dels rius Atrato, Sinú, Cauca i Magdalena a Colòmbia Sud-amèrica).